# درخت باران
 درخت باران(نام علمی: Samanea saman) نام یک گونه از تیره باقلاییان است.

## نگارخانه

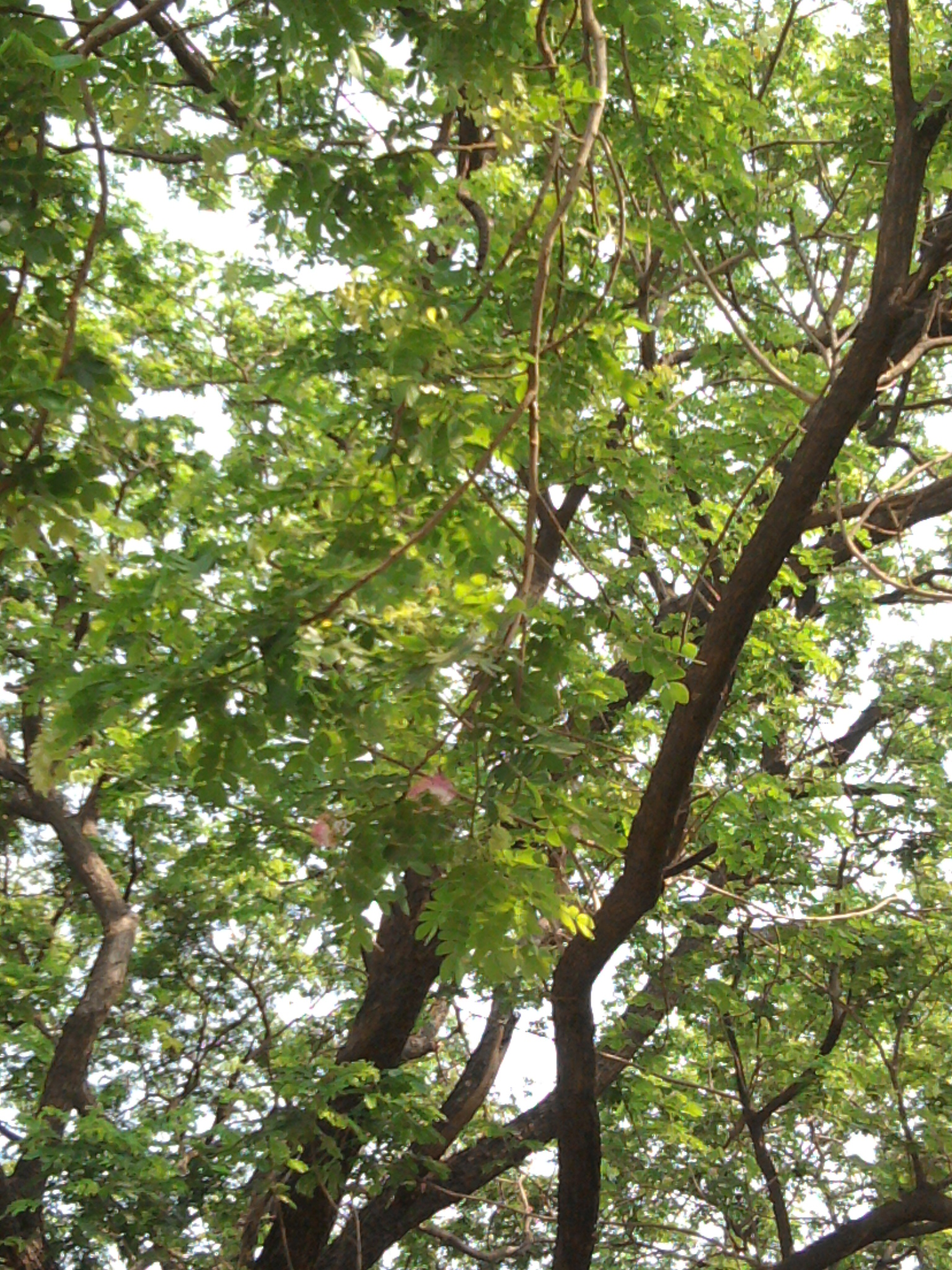
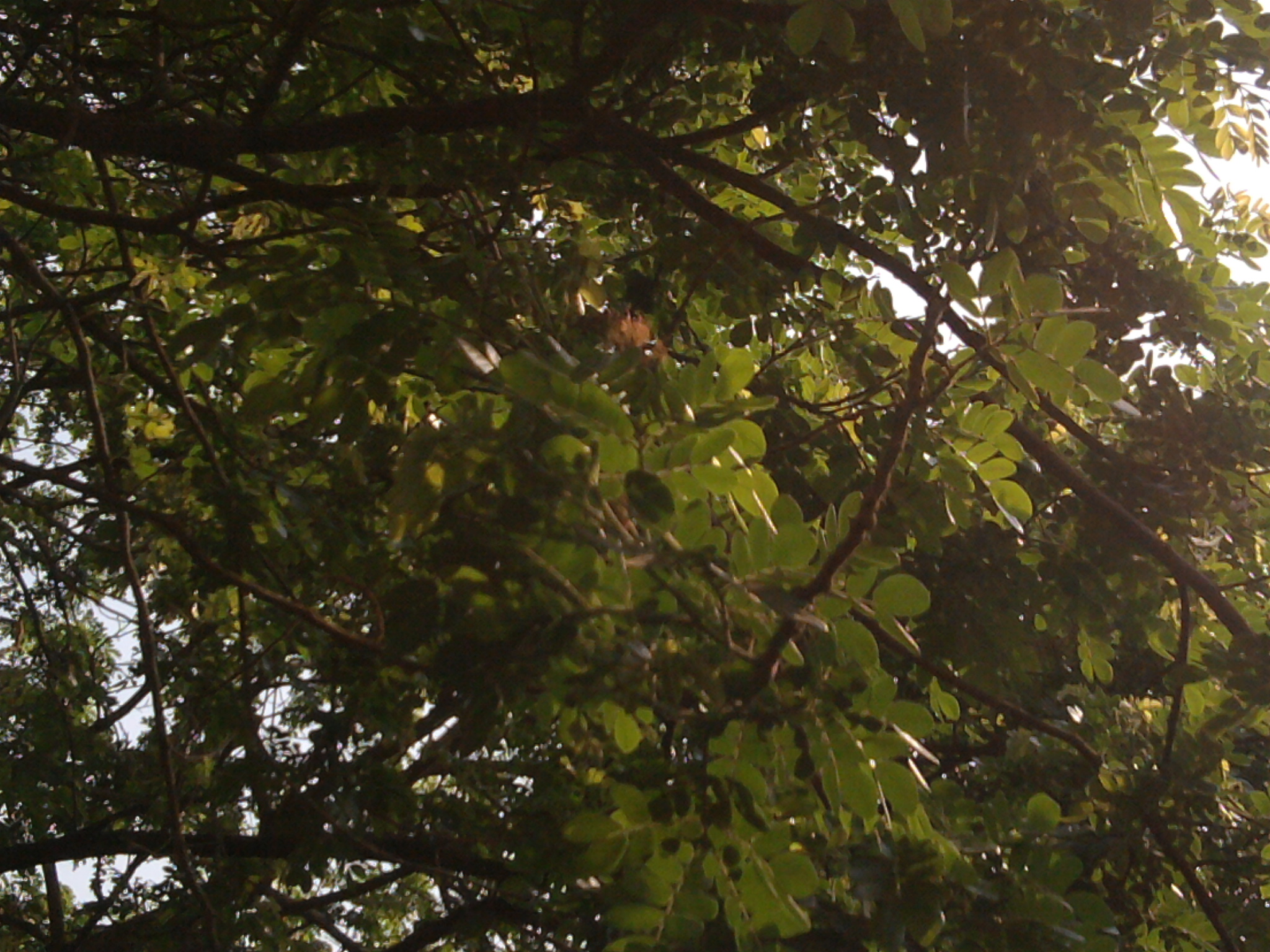
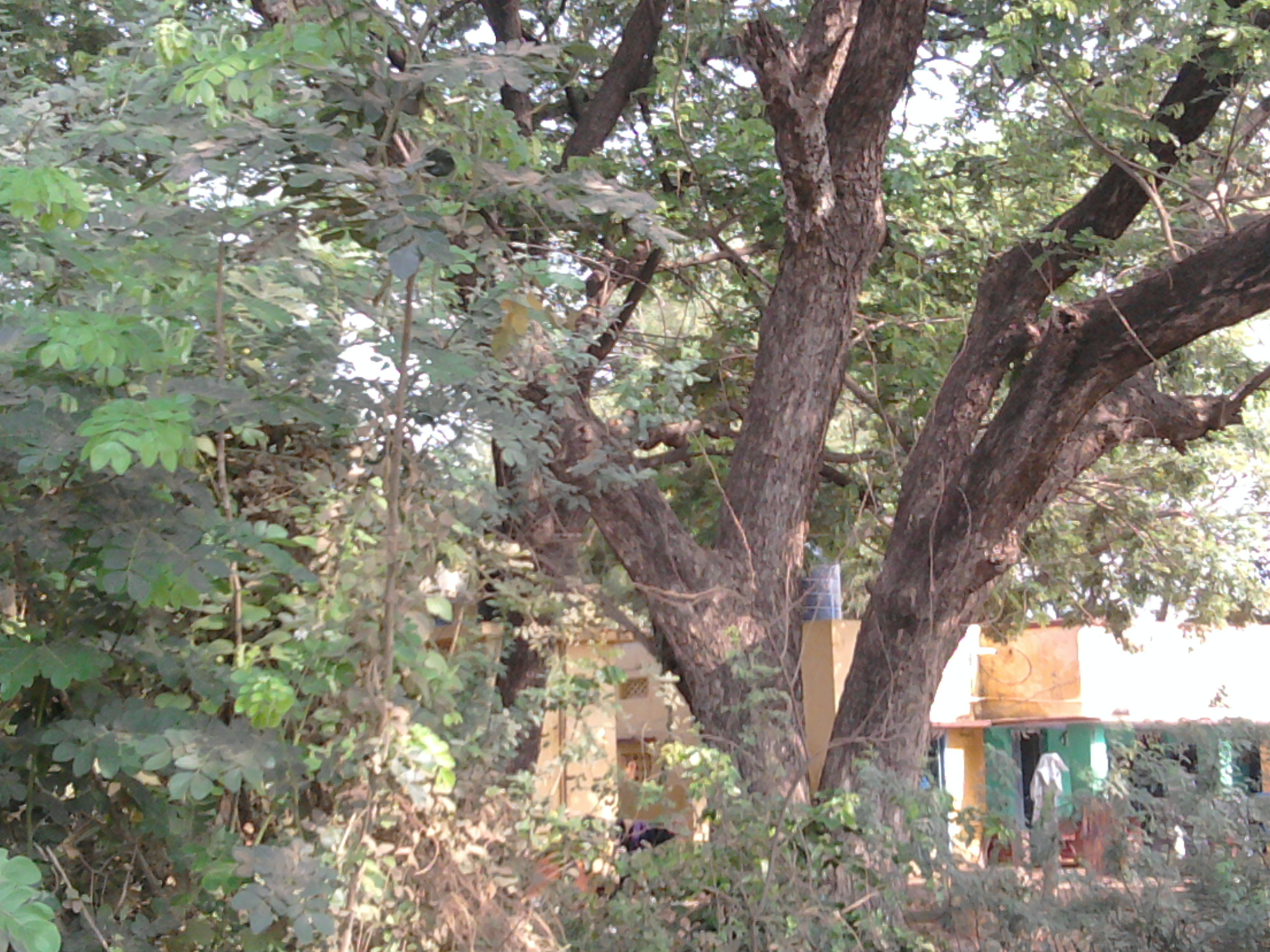
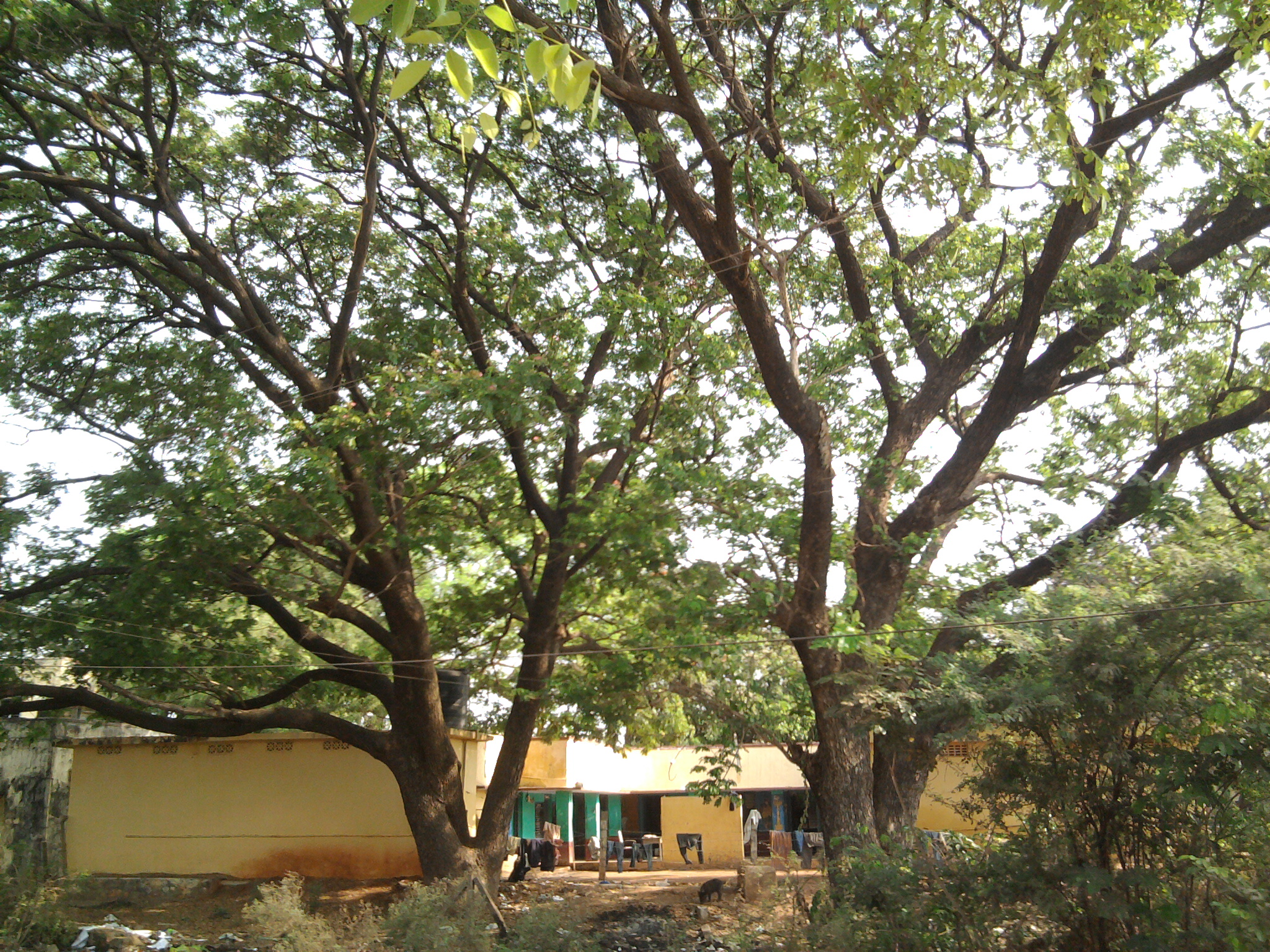
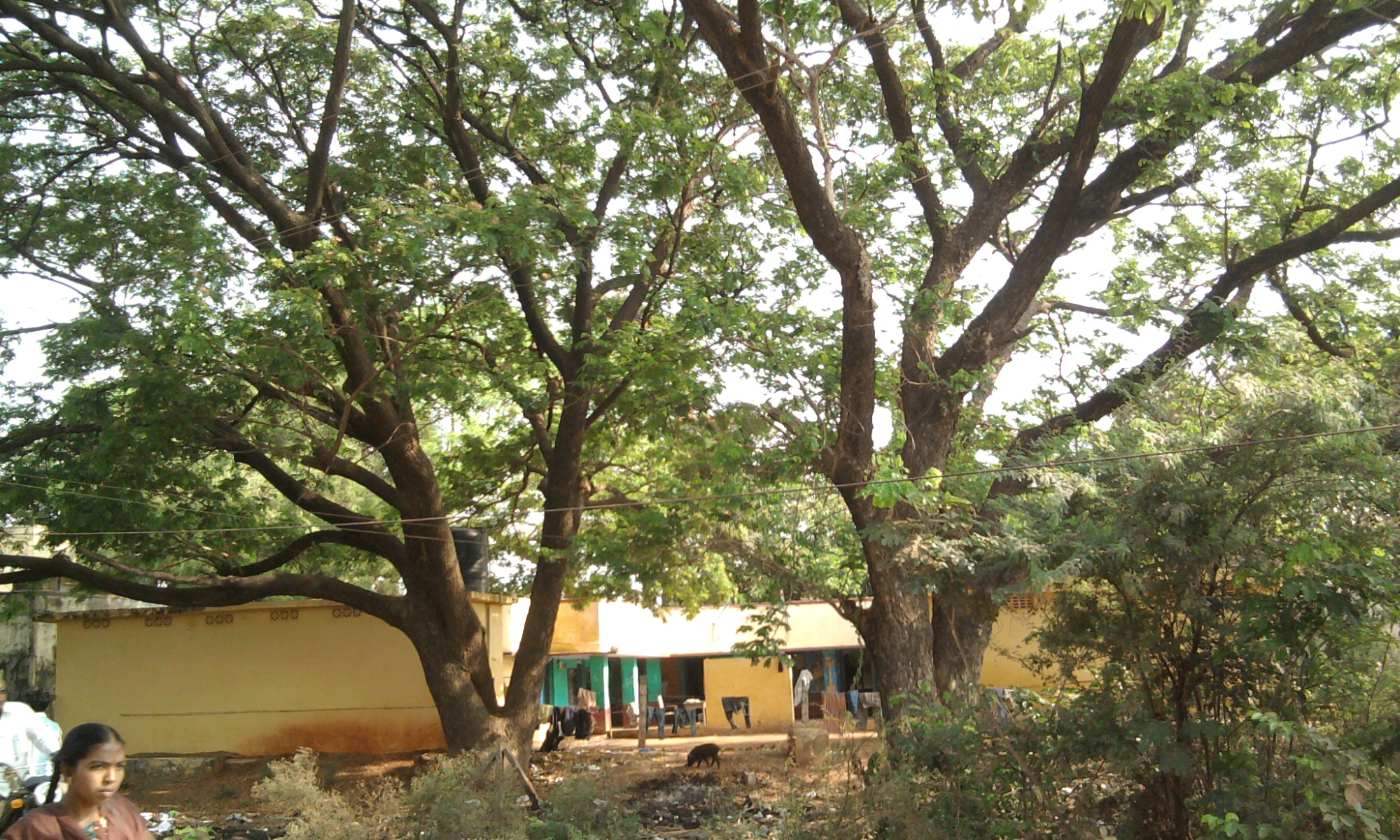
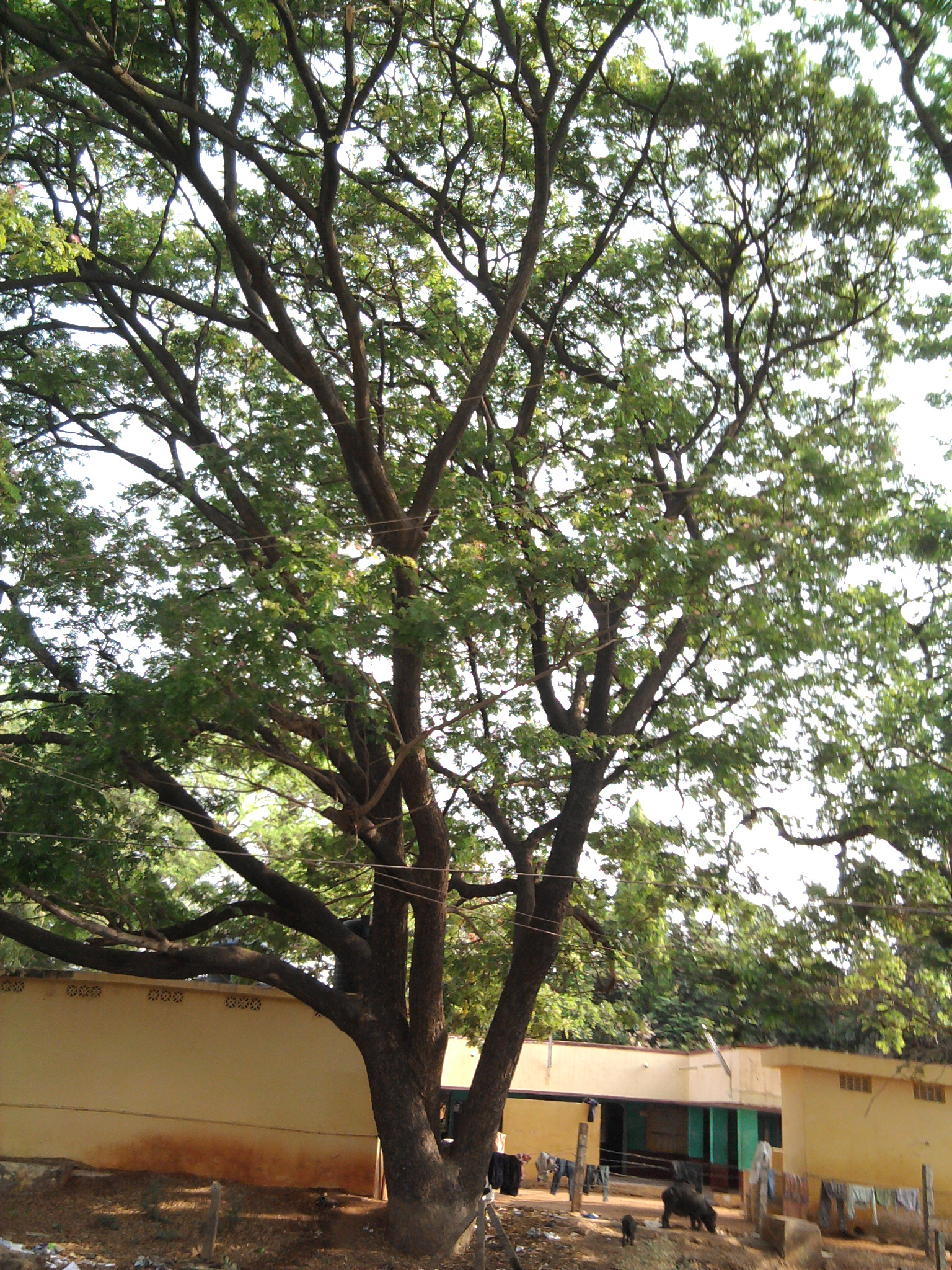
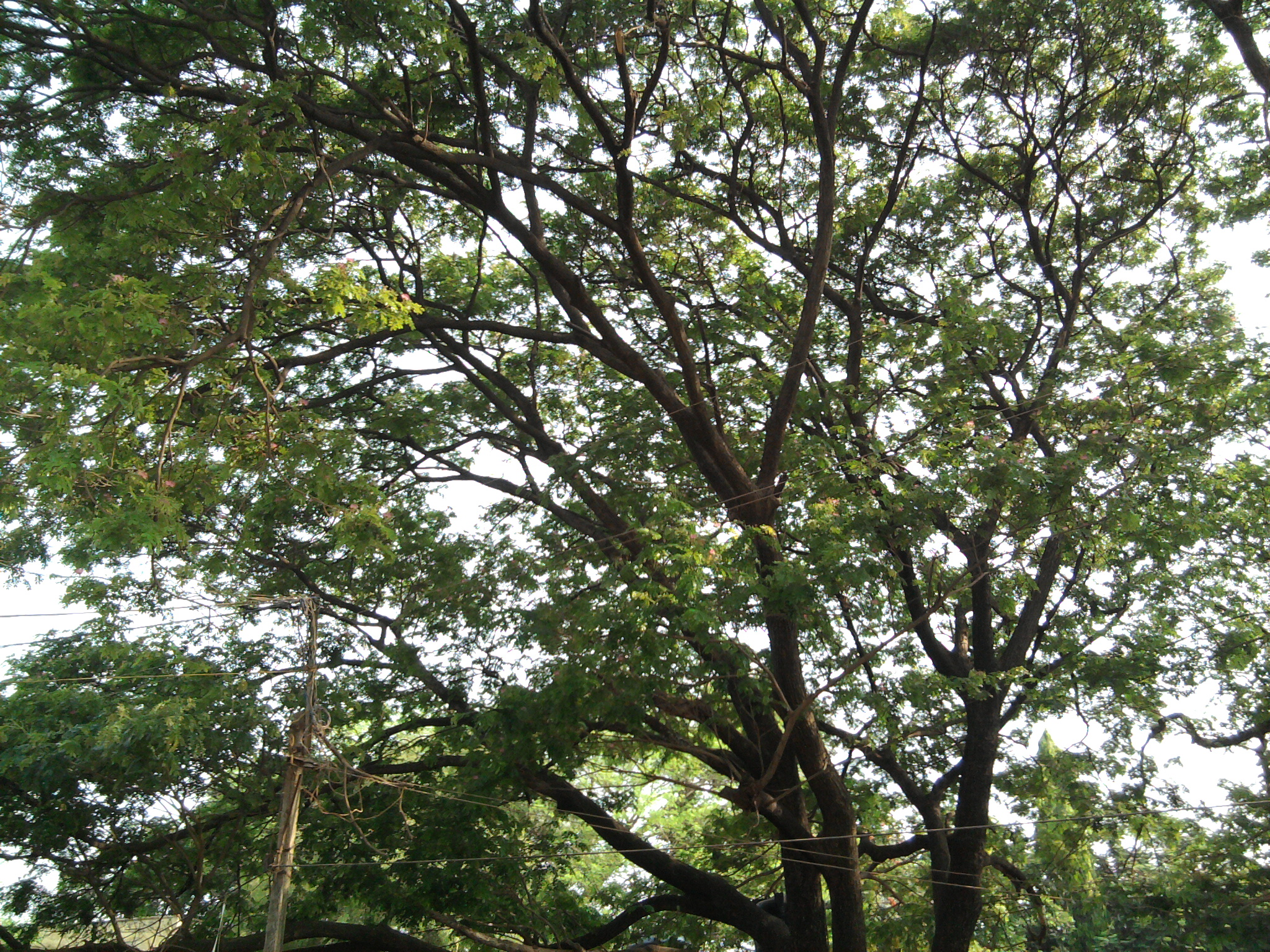
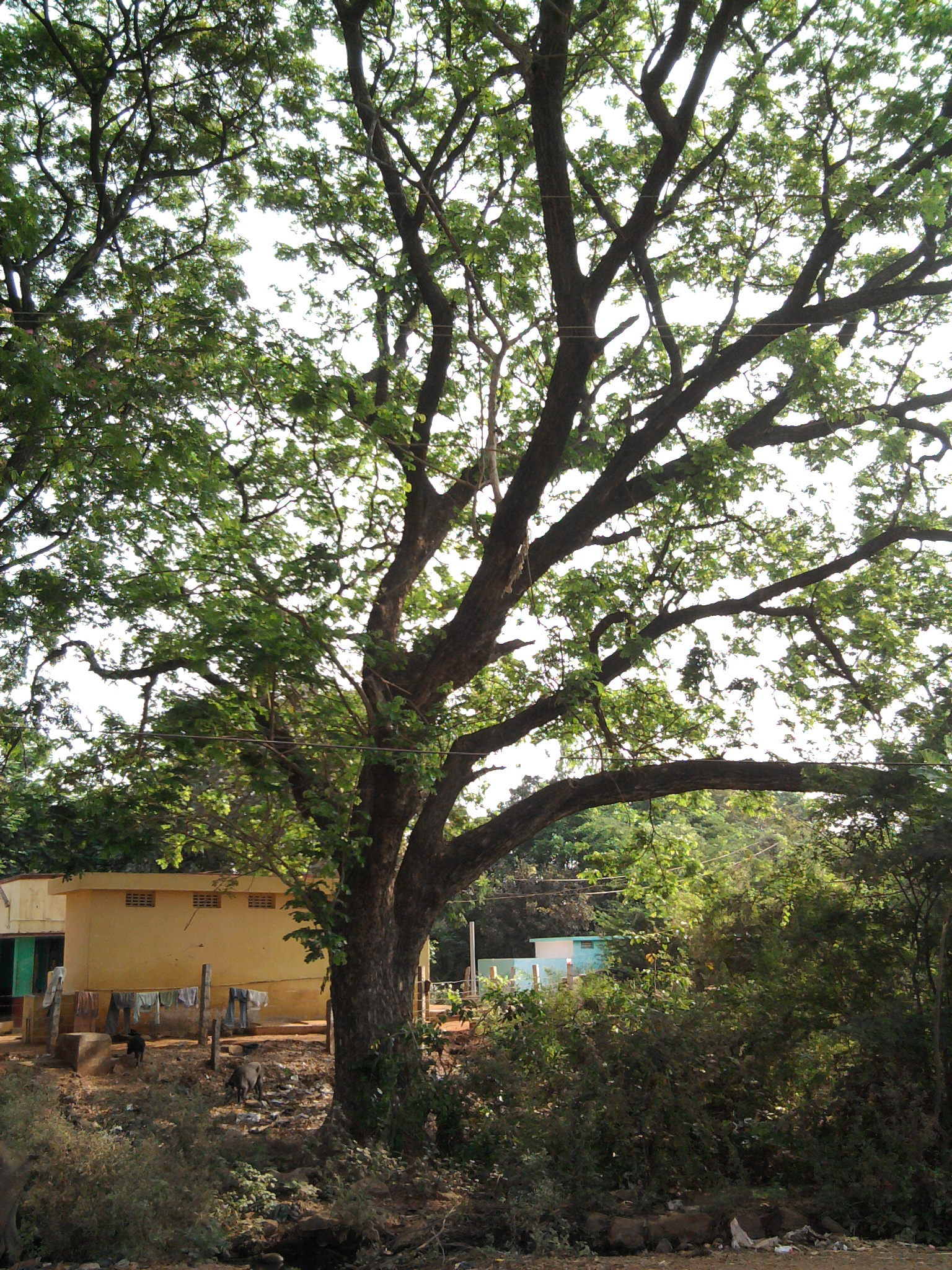
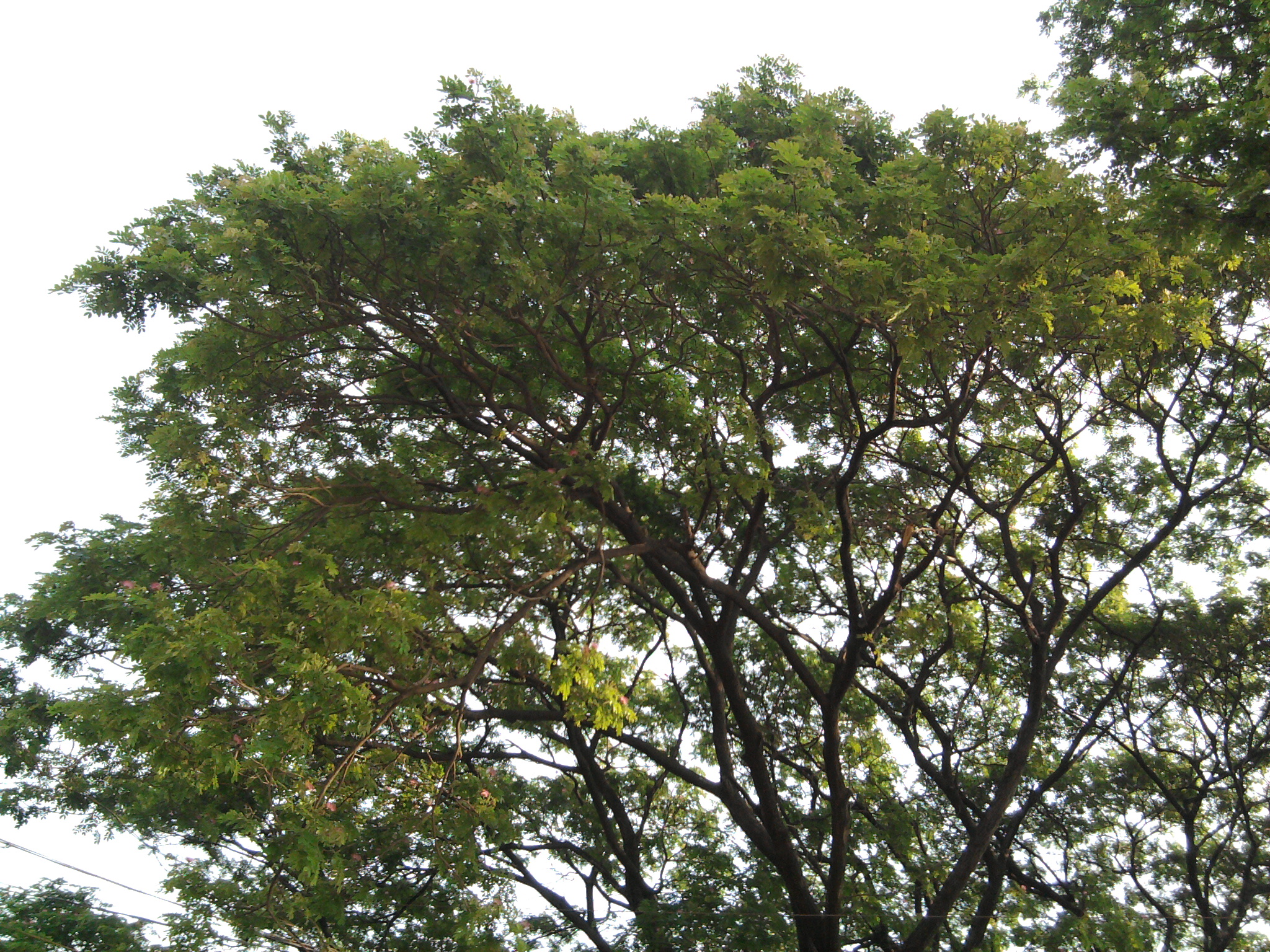
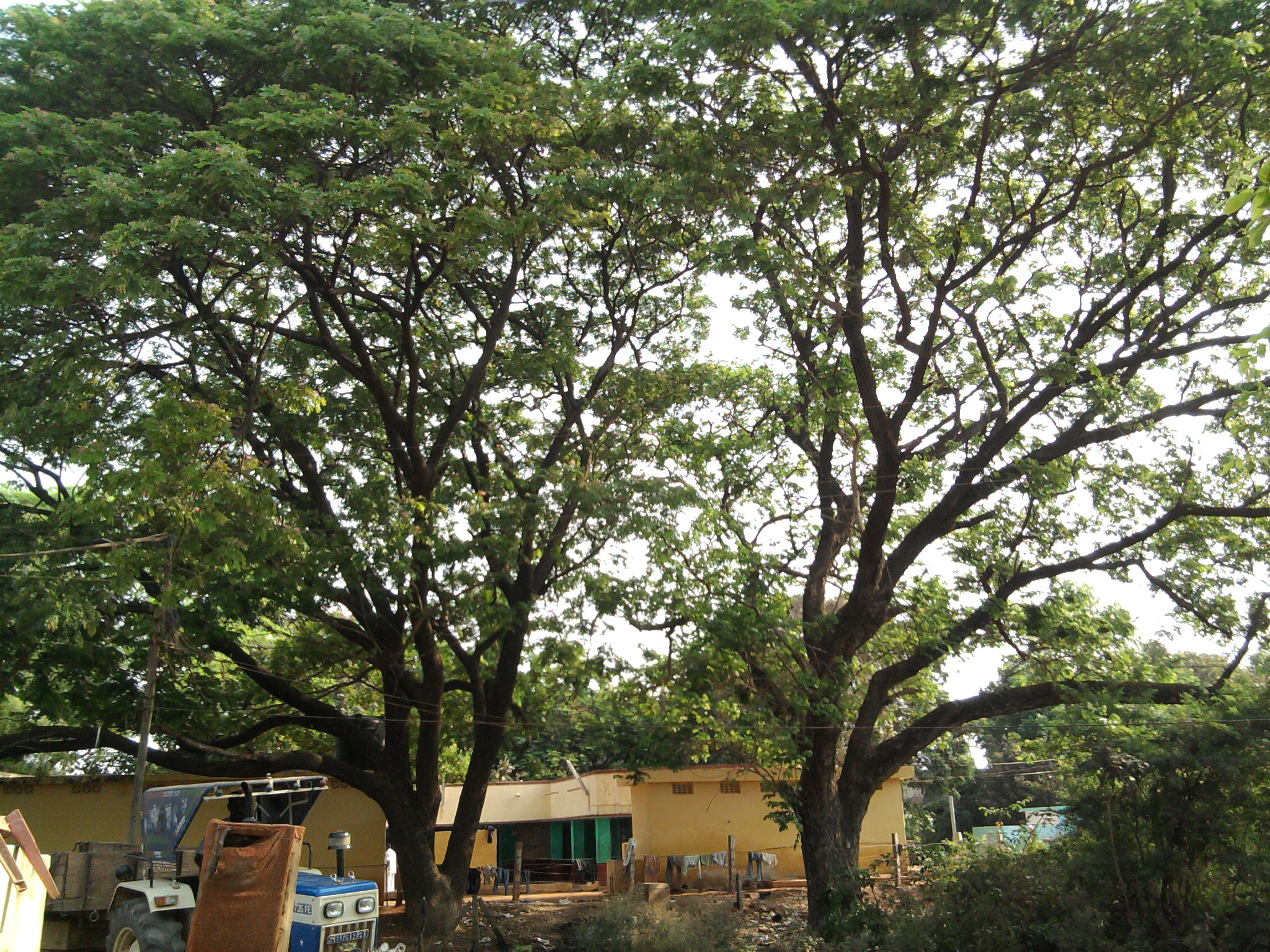
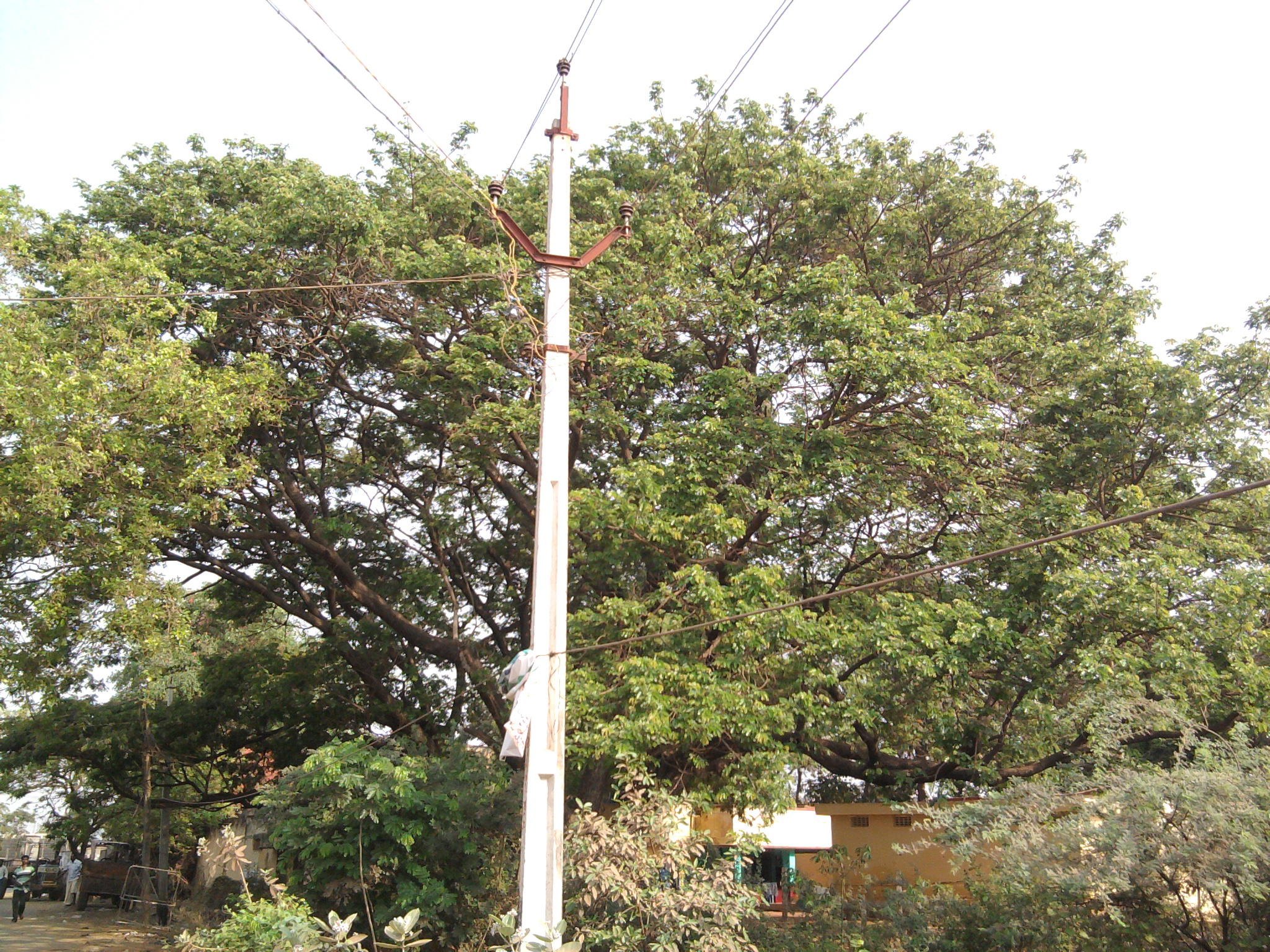
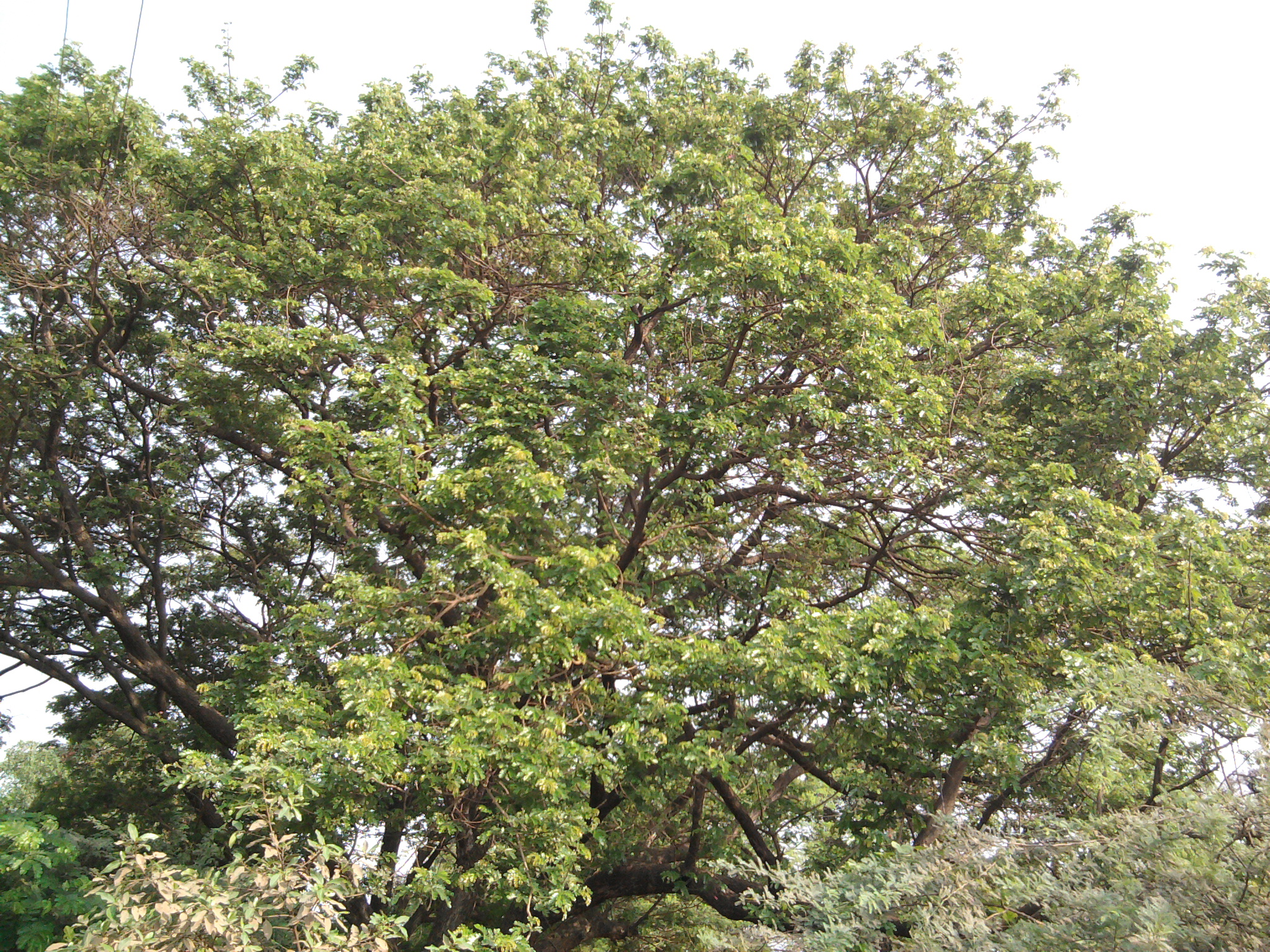
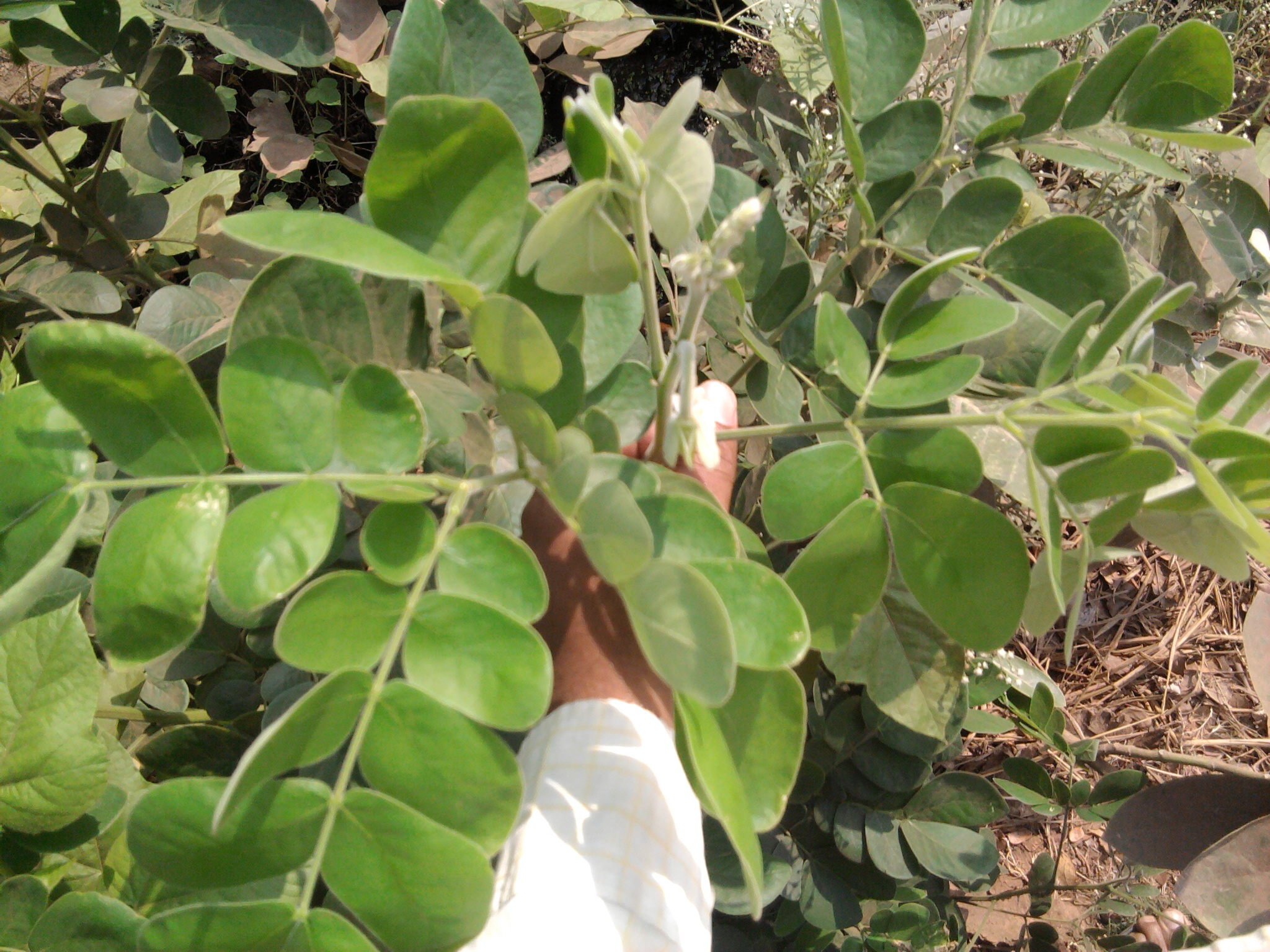
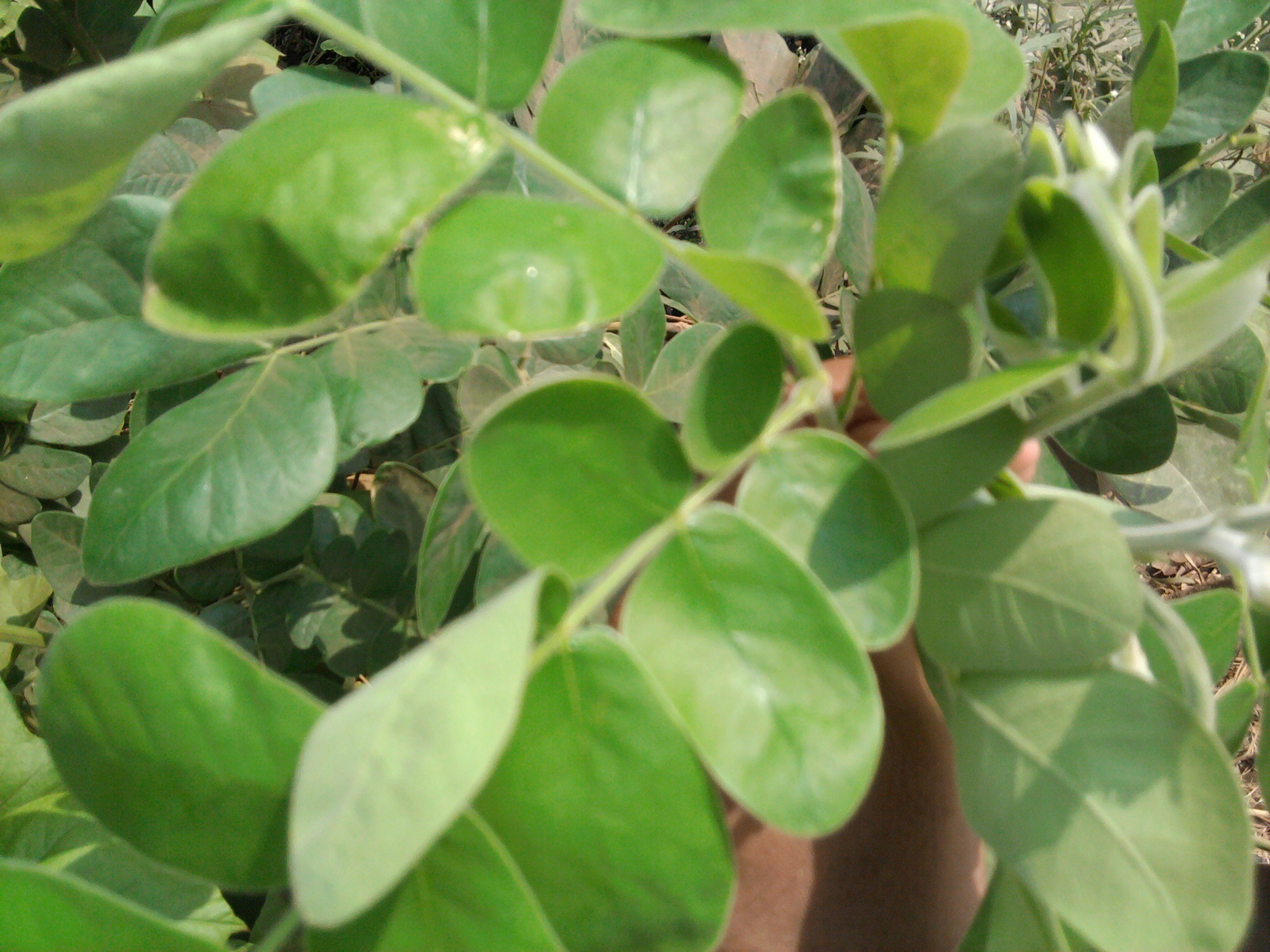
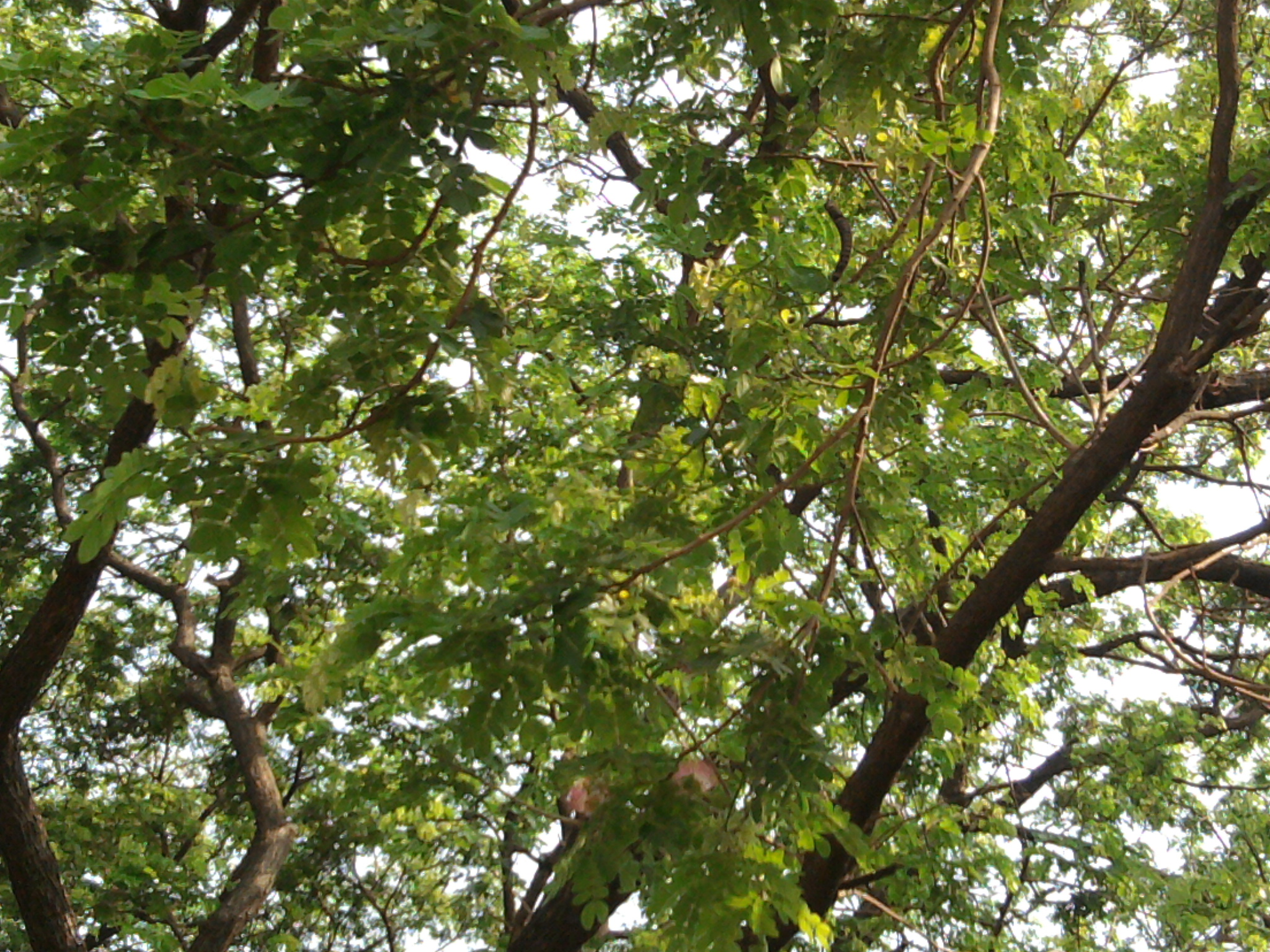
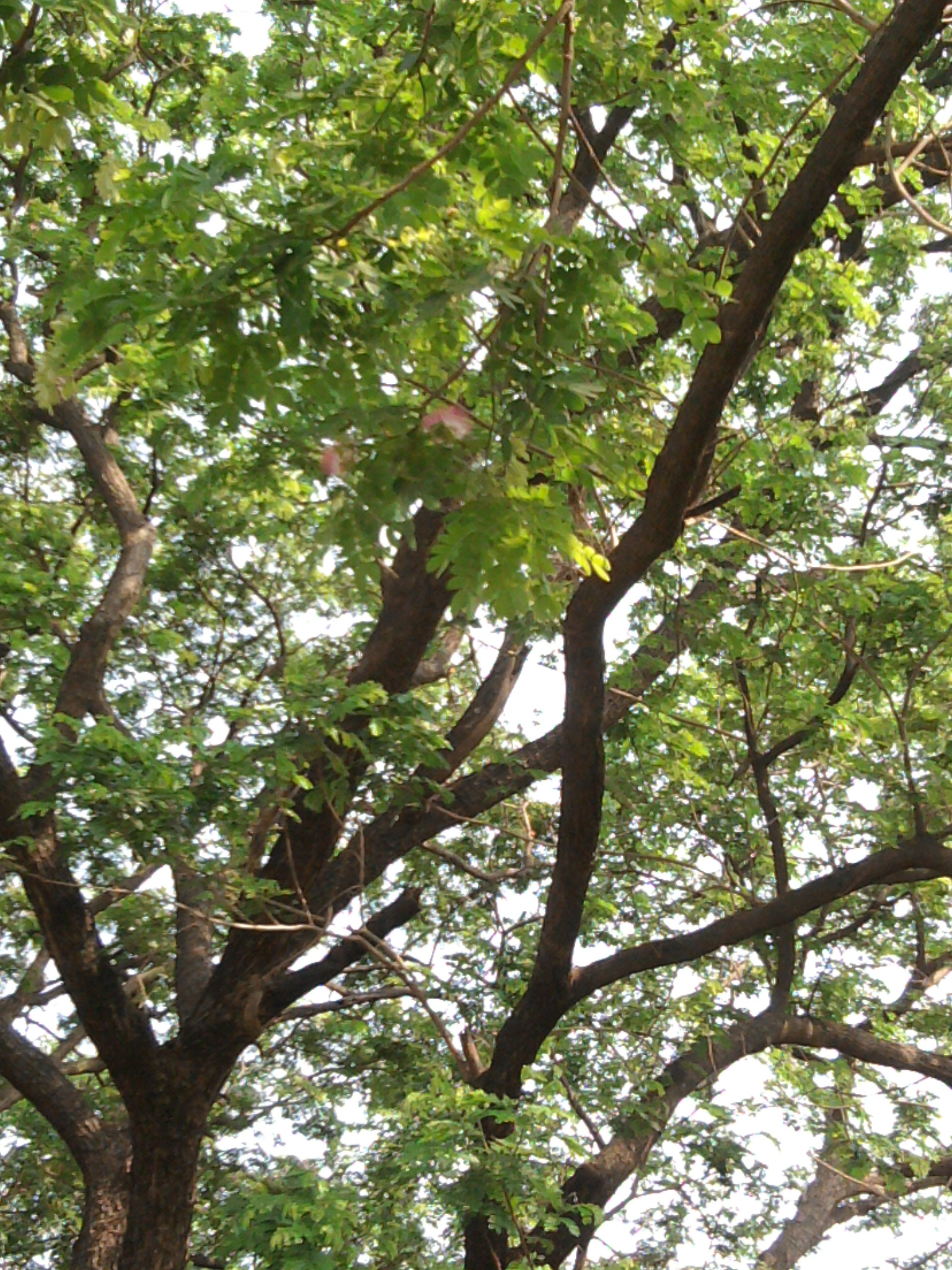
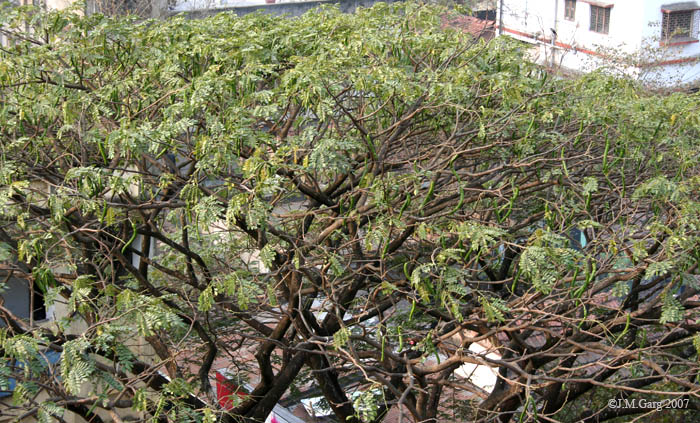
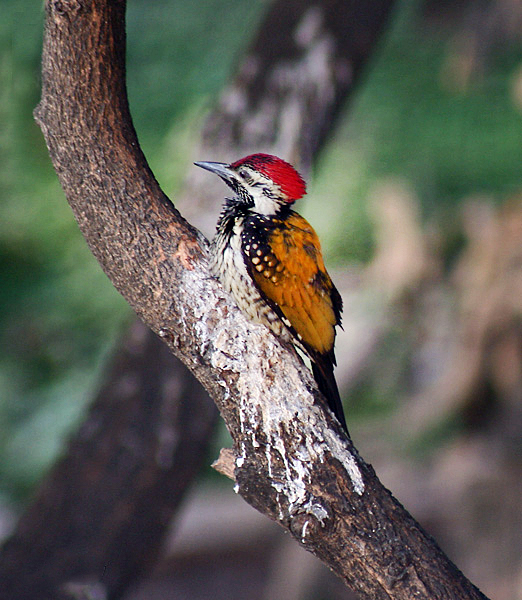
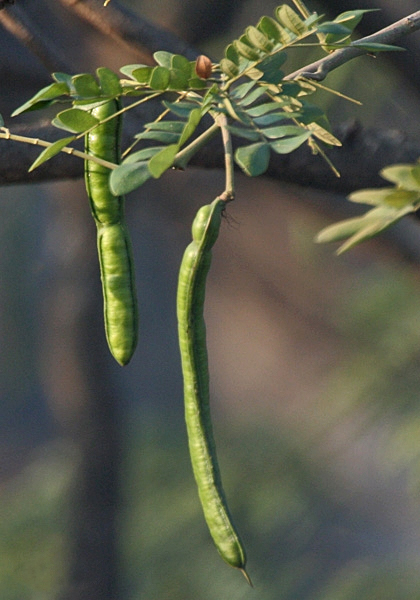
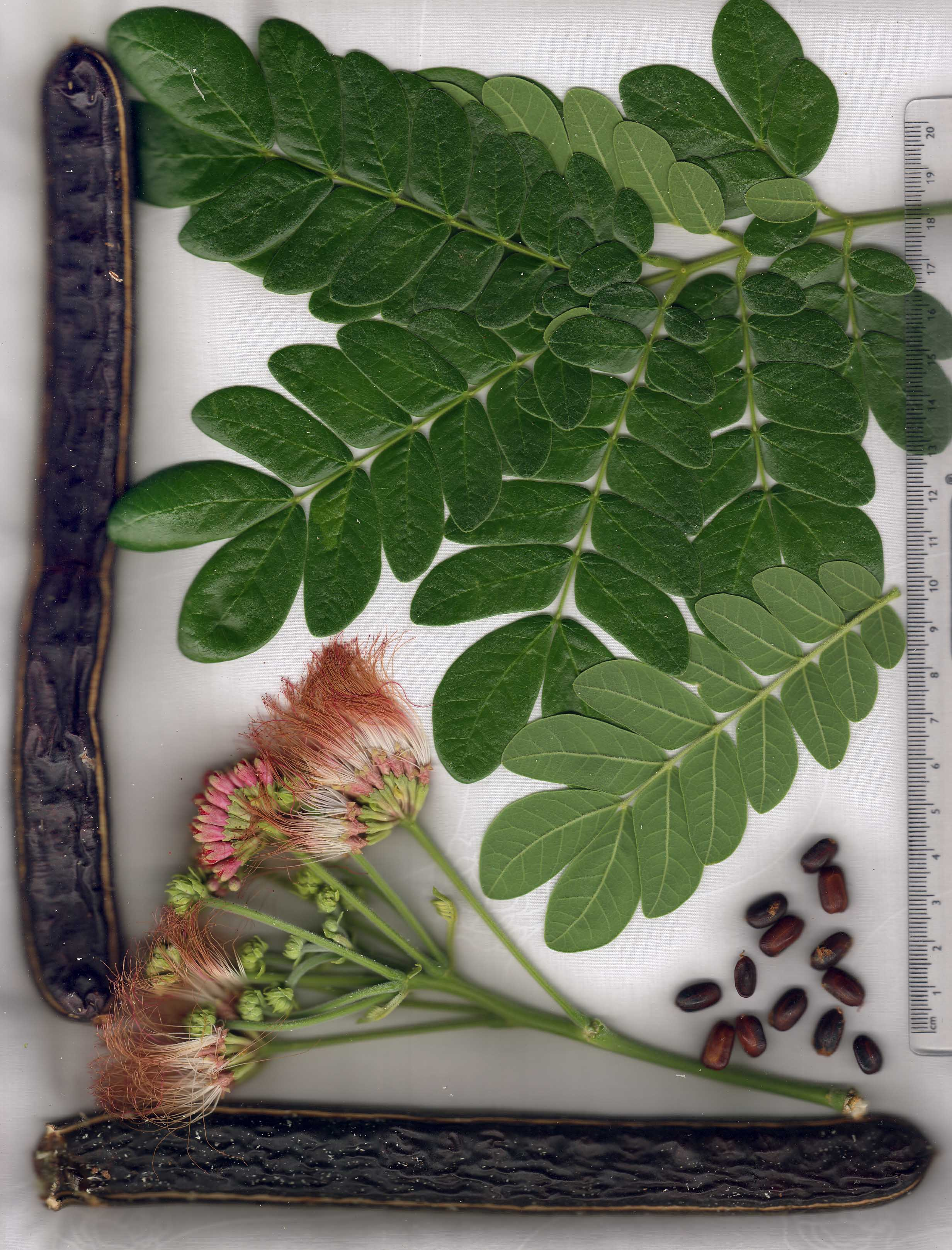
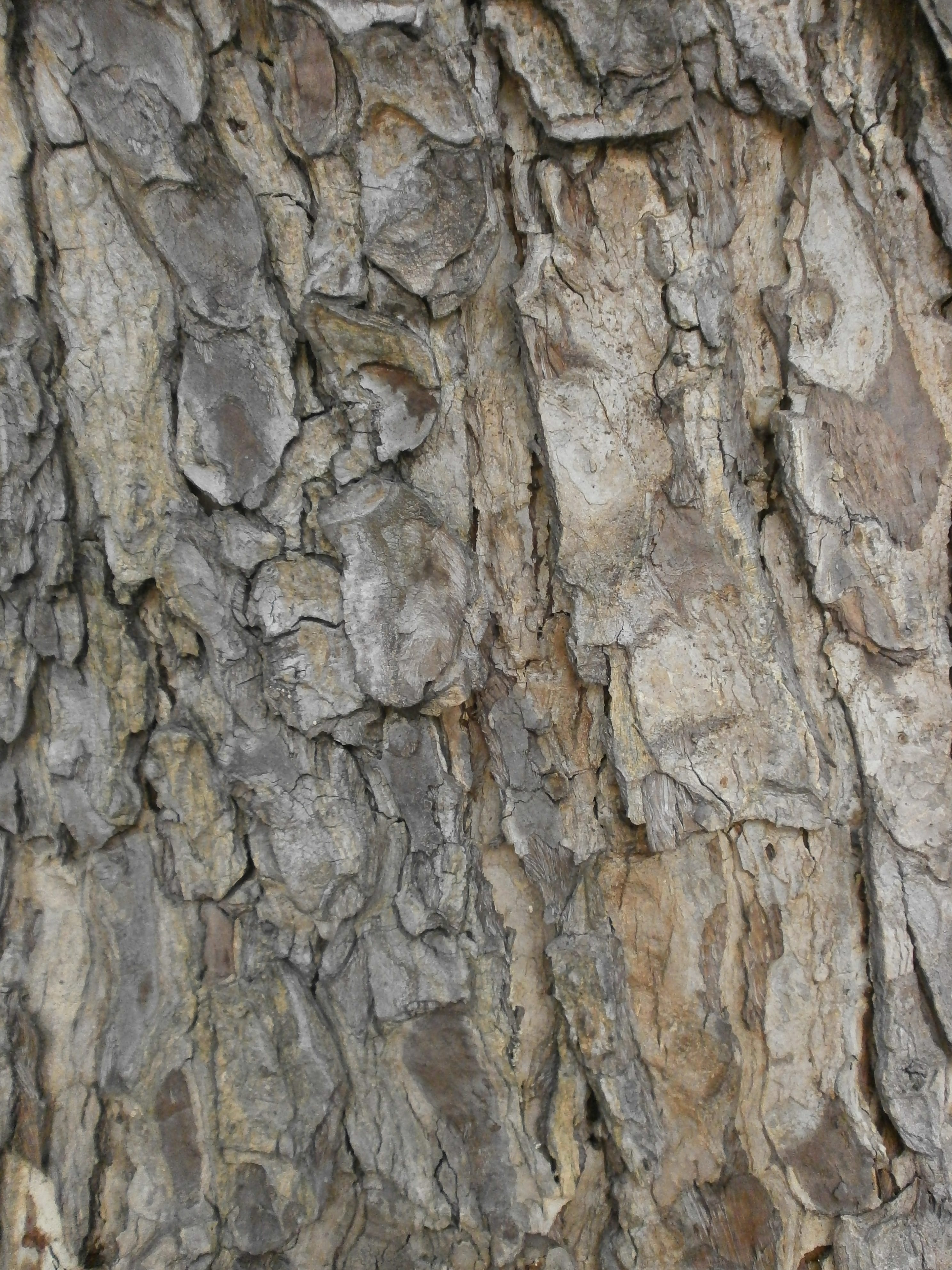
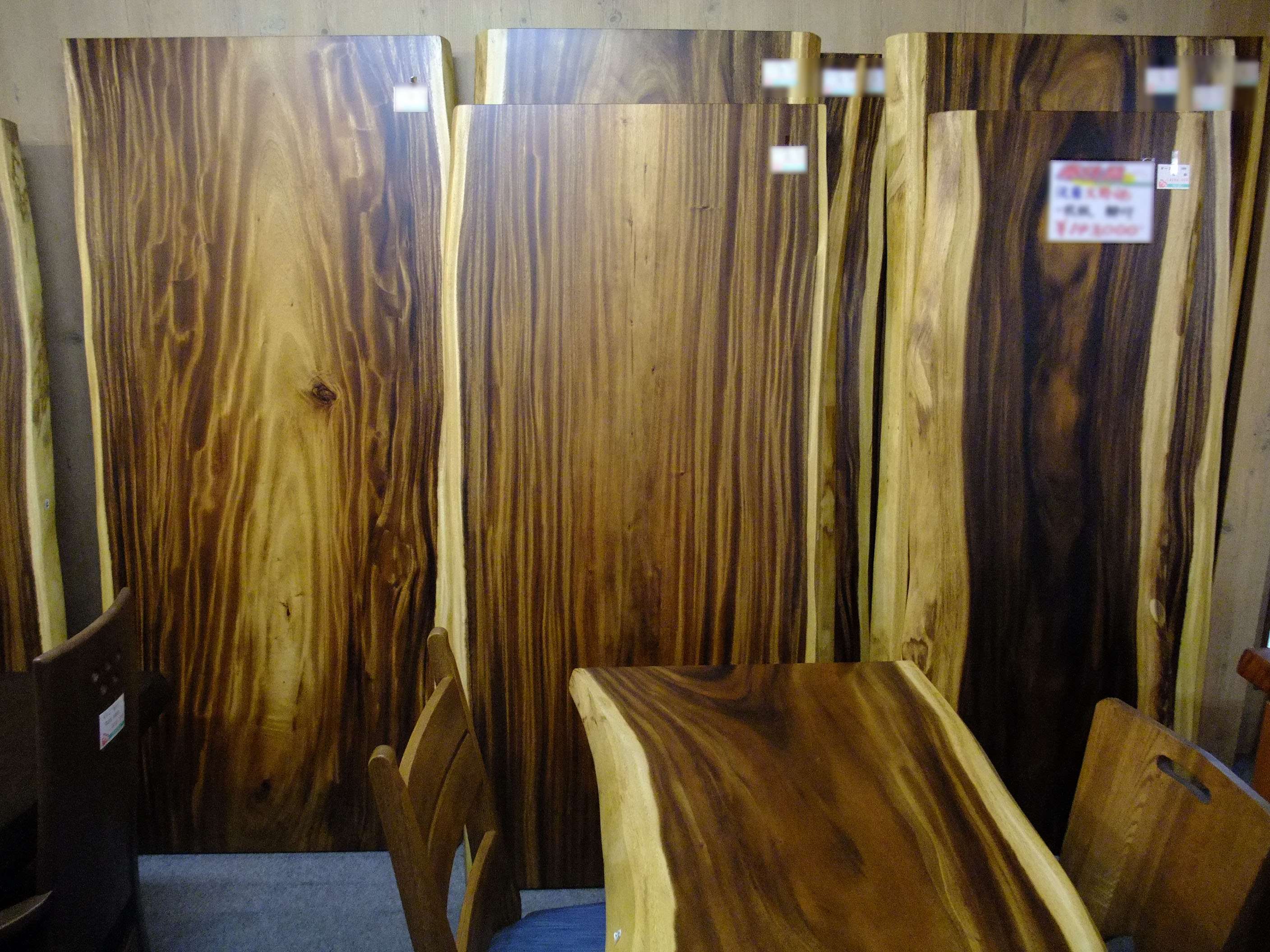
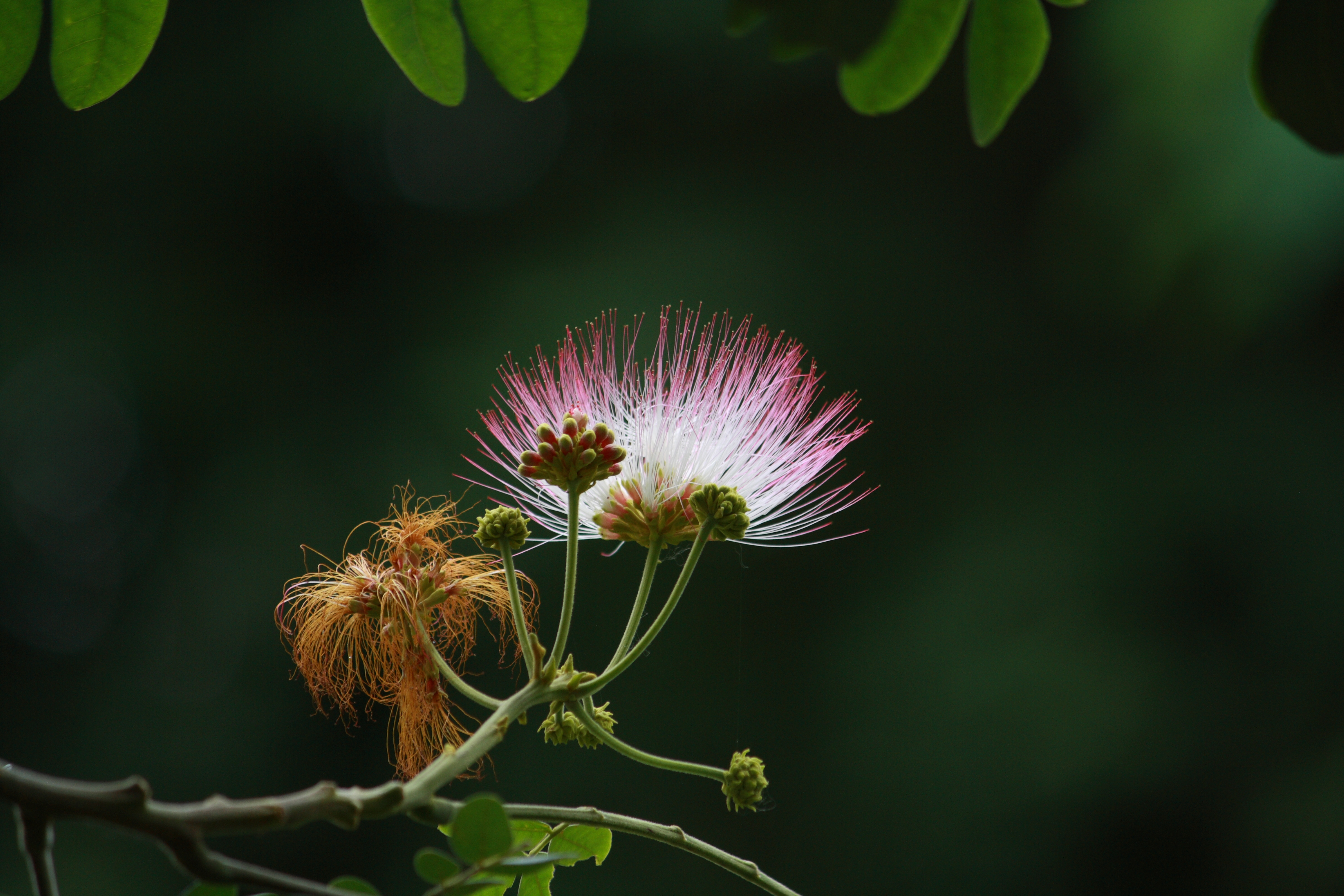